# Cassytha filiformis
Cassytha filiformis är en lagerväxtart som beskrevs av Carl von Linné. Cassytha filiformis ingår i släktet Cassytha och familjen lagerväxter.

## Underarter
Arten delas in i följande underarter:
- C. f. pergracilis
- C. f. pseudopubescens